# Patrick Groult
Pour les articles homonymes, voir Groult.
Patrick Groult est un footballeur français des années 1920. 

## Biographie
Patrick Groult joue pour l'US Quevilly notamment en 1927 où le club perd en finale de la Coupe de France de football face à l'Olympique de Marseille.

## Palmarès
- Finaliste de la Coupe de France de football en 1927[3]